# 阿贵庙 (磴口县)
阿贵庙，蒙古语名“杭瑞玛阿贵”，藏语名为“拉西仁布·戛定林阿贵”，俗称阿贵庙，赐名“宗乘寺”。位于内蒙古自治区巴彦淖尔市磴口县，是一座藏传佛教宁玛派（俗称“红教”）寺院。

## 历史
阿贵庙是内蒙古西部唯一的宁玛派寺庙，被列为内蒙古自治区12个重点寺庙之一。该庙位于磴口县狼山西段的阿贵沟内，距离磴口县城90公里。
该庙始建于清仁宗嘉庆三年（1798年）。蒙古语“阿贵”意为“山洞”。阿贵庙因其周围悬崖上有5个天然形成的岩洞而得名。该庙属藏传佛教宁玛派道场，尊莲花生为师祖。清朝理藩院赐名“宗乘寺”，并赐予一块镌刻着满文、蒙古文、藏文、汉文四种文字寺名的大匾。阿贵庙僧众云集，香火旺盛，鼎盛时期有喇嘛400多人。

## 建筑
阿贵庙位于阿贵沟内三沟交汇的山坡之上，海拔1500米，占地面积约100公顷。该庙背后及两侧均为高耸入云的大山。
阿贵庙属于典型的藏式建筑，有大雄宝殿及左右配殿、马头金刚殿共981间。殿旁，建有1座佛塔，13处大吉萨（招待所），喇嘛住房1000多间。
阿贵庙周边的五个天然岩洞与宁玛派素有渊源：
- 莲花洞：供奉主神莲花生。据传，莲花生曾在此传教。该洞是喇嘛设坛、供奉、诵咒、灌顶之所。
- 扎嘎生布窑：供奉主神胜乐金刚。
- 达日额柯窑：主神双尊，为白度母、绿度母。
- 额尔登珠窑：供奉主神迦楼罗，是守护佛教的第六天神（金翅鸟）。
- 桑布嘎日布窑：供奉主神为护法神（伽蓝）。